# AJ가족
AJ는 대한민국의 기업집단이다. 아주그룹에서 계열 분리된 아주렌탈이 주측이 되어 출범하게 되었다.
故문태식 선대 회장(출생:1928~2014)이 1960년 설립한 아주산업(주)을 전신으로 한다. 그 후 여러 계열사를 설립하여 아주그룹을 형성하였고, 2007년 렌탈 부분과 오토, 금융부분이 계열 분리가 되었다. 2019년부터 "AJ"라는 명칭을 각 계열사를 대표해 사용했다.
AJ CEO는 문덕영 부회장이다.
주 사업분야는 렌탈 사업이다. 대표되는 회사로는 AJ네트웍스, AJ메인터너스파트너스, AJICT, 호치킨 등이 있으며 기타 계열사는 약 10개 정도이다. 본사는 서울시 문정동에 있다.

## 역사
- AJ는 본래 아주그룹의 일부였으며, 1960년 설립된 아주산업 주식회사를 전신으로 한다.

- 2007년 아주그룹에서 계열 분리 되었다.
- 2016년 문정동 AJ신사옥 준공

## 계열사
- AJ네트웍스
- AJICT
- AJ메인터너스 파트너스
- AJ토탈/ AJ한록
- AJ오토파킹시스템즈/AJ오토파킹서비스
- AJ전시몰
- AJ에너지
- AJ바이크
- AJ대원
- Auto Gallery
- 호치킨

## 참조사항
- 그외 운영 - AJ어린이집, AJ스포츠(휘트니스, 스크린골프), 북카페 등 운영 > 출처: 잡코리아
- 금연회사